# Harald Hultqvist
Hans Gustaf Harald Hultqvist, född 3 april 1975 i Uppsala, är en svensk bokhandlare och förläggare. Med början 2012 är Hultqvist expert på antikvariska böcker i Antikrundan. Innan dess var Hultqvist förläggare vid bokförlaget Ruin.